# Prestonia lenticellata
Prestonia lenticellata là một loài thực vật có hoa trong họ La bố ma. Loài này được A.H.Gentry miêu tả khoa học đầu tiên năm 1974.